# Luís Ribeiro Soares
Luís Caetano Ribeiro Soares (Lisboa, 14 de novembro de 1911 — Lisboa, 28 de julho/agosto de 1997) foi um filósofo e professor português.

## Biografia
Filho de Pedro Ribeiro Soares (Lisboa, Anjos, 1879) e de sua mulher Maria Luísa da Cunha Rodrigues (Lisboa, Sacramento, 1875), fez os seus estudos secundários no Liceu Camões e cursou depois a Faculdade de Direito onde foi aluno de Marcelo Caetano mas acabaria por se formar em Ciências Histórico-Filosóficas pela Faculdade de Letras da Universidade de Lisboa em julho de 1950, com 38 anos.
Com 22 anos entrara para o Banco de Portugal, no qual já trabalhava seu pai e onde ascendeu em 1951 a Conservador da Biblioteca. A partir de 1955 e no âmbito dessas funções passa a recolher no estrangeiro obras raras relativas à história da numária e da banca portuguesas. Em 1959 foi-lhe comissionada a preparação de uma história do Banco de Portugal de que resultará a obra A Moeda em Portugal, Breve História com edições em português, inglês e francês, publicada pelo próprio Banco em 1971.
Nos anos 40 fez parte da redação do jornal Acção e nesta década até inícios da seguinte (1952) exerceu importante atividade no âmbito da política cultural portuguesa através do Secretariado Nacional de Informação, dirigido pelo jornalista e escritor modernista António Ferro, onde ocupou as funções de chefe de secção. Foram-lhe confiadas importantes missões culturais em Espanha e no Brasil em representação desse organismo, incluindo a sua presença na viagem inaugural do paquete Vera Cruz em 1952, numa delegação do SNI integrada também pelo escritor José Osório de Oliveira, responsável pela revista Atlântico, na qual colaborara Luís Ribeiro Soares (nova série, n.os 3 e 4, 1947). Nos anos 50 passa a editar para o SNI a Panorama - Revista Portuguesa de Arte e Turismo e entre 1954 e 1956, a convite de António Augusto Gonçalves Rodrigues, então Comissário Nacional daquele organismo, assume a direção da Esmeraldo, revista literária e política da Mocidade Portuguesa que reúne importantes nomes como Vitorino Nemésio, Alexandre Lobato, Martim de Albuquerque, António Braz Teixeira e Victor Buescu.
De 1953 a 1959 foi assistente da Faculdade de Letras da Universidade de Lisboa nas cadeiras de História da Filosofia Antiga, História da Filosofia Medieval e História da Cultura Medieval, onde se destacou pela sua contestação a esta instituição, denunciando a obsolescência científica e pedagógica dos lentes. Foi também durante esse período que, como bolseiro do Instituto de Alta Cultura, procedeu a investigações em bibliotecas de Paris, Salamanca, Lovaina, Bruxelas e Liburgo destinadas aos seus trabalhos de doutoramento. Em 1962 integra a recém-restaurada Faculdade de Letras da Universidade do Porto onde, já com a categoria de encarregado de curso (regente), inaugura os cursos de História, Filosofia e Ciências Pedagógicas.
Em 1964 presta provas de doutoramento na Universidade do Porto com a tese A Linhagem Cultural de S. Martinho de Dume. O júri, na sua maioria nada preparado nos domínios da patrística e incapaz de apreciar a inovação trazida aos estudos martinianos por esta tese, reprova o candidato, situação para a qual também contribuiu o posicionamento crítico do autor perante o establishment universitário. Estava então em Moçambique, onde permanece de 1963 a 1965 como Professor e Diretor da Secção de Ciências Pedagógicas dos Estudos Gerais Universitários de Lourenço Marques que se transformariam em 1968 na Universidade de Lourenço Marques. No ato inaugural universitário em terras moçambicanas coube-lhe justamente proferir a Oração de Sapiência intitulada Universidade e Sapiência.
Regressa a Portugal e obtém a consagração pelos seus trabalhos científicos no campo da história: em 1970 é eleito para a Academia Portuguesa da História, em 1978 passa a numerário com a cadeira n.º 3, em 1981 a Vice-Secretário Geral, em 1982 passa para a cadeira n.º 25, em 1984 ascende a Vogal do Conselho Académico e em 1988 é eleito 'académico de mérito'. Foi nos Anais desta instituição que se publicaram grande parte dos seus artigos, saídos da longa maturação, em alguns casos durante décadas, de pesquisas e estudos prévios. 
Em 1976 aposenta-se do Banco de Portugal e em 1977 integra o corpo docente da recém-criada Universidade Livre de Lisboa, iniciando aí a sua última fase de docência universitária que duraria até 1987. Foi também neste período que desenvolveu de forma pioneira as suas teses sobre as culturas do Noroeste peninsular, que alguns anos mais tarde se generalizaram em várias escolas históricas europeias.
Historiador intuitivo e inovador, de escrita polémica e brilhante, conquistou numerosos discípulos em todos os períodos da sua atividade docente graças às suas perspetivas irreverentes que resultavam em fecundas abordagens no campo da história cultural. Nas palavras de João Bénard da Costa, os «happy few devem imenso a Ribeiro Soares».
Proferiu numerosas conferências sobre filosofia e história em Portugal e participou em Dublin nos trabalhos do Meeting of Experts on Celtic Cultures reunido em novembro de 1981 sob os auspícios da UNESCO, onde a sua proposta para a fundação em Lisboa de um Centro de Estudos Estrímnios foi acolhida favoravelmente pelos especialistas presentes e consagrada no relatório final.
Faleceu em Lisboa em 1997, a escassos meses da publicação da segunda edição pela Imprensa Nacional da sua obra maior, A Linhagem Cultural de S. Martinho de Dume. Na ocasião o Presidente Jorge Sampaio prestou homenagem à memória da «figura ilustre e íntegra da nossa cultura».

## Obra
A obra de Ribeiro Soares iniciou-se pela Filosofia, prosseguiu pela Patrística e terminou na História, quer a Económica quer a Cultural. A sua produção em Filosofia é sobretudo dos anos 40 do século XX. Pela Patrística manteve um interesse constante, em parte acompanhado por incursões na Escolástica, sobretudo sob a forma de conferências e intervenções em congressos. Mas foi na História Cultural que viria a frutificar o seu labor científico, inicialmente com pendor nacionalista e em seguida mais em sintonia e mesmo antecipando os desenvolvimentos historiográficos europeus da segunda metade do século XX. De fora da listagem das grandes obras e principais artigos ficam inúmeras intervenções de caráter ideológico e político, de cunho algo radical e sempre provocatório, que foi publicando em diversos periódicos onde assumiu reesponsabilidades editoriais ou redatoriais.

### Filosofia
- (1947) Três Meditações sobre o Progresso, Atlântico 3, 101-108.
- (1947) Novidade e Atualidade do Pensamento de Feuerbach, Atlântico 4, 3-6.
- (1963) 4 Meditações sobre o Filósofo, Porto: Tavares Martins, 102 p.
- (1963) A Linhagem Cultural de São Martinho de Dume, Dissertação de doutoramento em Filosofia, apresentada à Faculdade de Letras da Univ. do Porto, 1º vol.: Fundamentos, Lisboa: XV + 390 p., reedição 1997, Lisboa: INCM, 278 p.

### História Económica
- (1971) A Moeda em Portugal, Breve História (edições em português, inglês e francês), Lisboa: Banco de Portugal, 86 p.
- (1974) Bancos e Capitalistas em Portugal na Primeira Metade do séc. XIX.
- (1977) O Banco de D. Diogo Preston: novas achegas para a sua História, Lisboa: APH, Anais da Academia Portuguesa da História 2ª s., 24, 61-81.

### História da Cultura e das Mentalidades
- (1950) Pedro Margalho, Ensaio para uma Biografia, Dissertação de Licenciatura em Ciências Histórico-Filosóficas na Faculdade de Letras da Universidade de Lisboa, datiloscrito, 1ª Parte: 205 p.; 2ª Parte: Documentos, 90 p., reedição 2000, Lisboa: INCM, 268 p.
- (1958) Sugestões para um Estudo do Significado e Projeção da Cultura Bracarense, Coimbra: Publicações do XXIII Congresso Luso-Espanhol para o Progresso das Ciências 7, 11 p.
- (1970) Meditação Sobre o Princípio e Natureza do Falar Português, Lisboa: Boletim da Sociedade de Língua Portuguesa 4, 11 p.
- (1978) O Conceito de Idade Média na Historiografia Portuguesa Posterior a Herculano: A Polémica sobre a Idade Média entre Oliveira Martins e Antero e a Génese de ‘O Helenismo e a Civilização Cristã’ 	Lisboa: APH, A Historiografia Portuguesa de Herculano a 1950, Atas do Colóquio, 31-52.
- (1979) O Insólito Doutoramento de Pedro Margalho em Valhadolide (1517), Lisboa: APH, Anais da Academia Portuguesa da História 2ª s., 25, 87-157.
- (1979) Pedro Margalho e Francisco de Vitória nas Juntas de Valhadolide para Apreciação das Obras de Erasmo (1527), Lisboa: APH, Anais da Academia Portuguesa da História 2ª s., 26, Lisboa: APH, 155-198.
- (1979) A Bula ‘Manifestis Probatum’ e a Legitimidade Portuguesa, Lisboa: APH, 8º Centenário do Reconhecimento de Portugal pela Santa Sé (Bula ‘Manifestis Probatum’, 23 de maio de 1179), Comemoração Académica, 143-191.
- (1982) São Bento Visto de Dume, Lisboa: APH, Anais da Academia Portuguesa da História 2ª s., 28, 369-388.
- (1982) Diogo de Gouveia, O Velho, e os ‘Negócios Estrangeiros’ da Expansão Portuguesa, Lisboa: APH, Presença de Portugal no Mundo, Atas do Colóquio, 265-283.
- (1985) Considerações sobre a ‘Cultura Estrímnica’, Lisboa: APH, Anais da Academia Portuguesa da História 2ª s., 30, 81-95.
- (1993) Pedro Hispano na Corte do Rei Sábio?, Lisboa: APH, Anais da Academia Portuguesa da História 2ª s., 33, 67-76.

## Principais temas
Historiador rigoroso, a obra publicada de Luís Ribeiro Soares carateriza-se pelo desafio a erros persistentes e a ideias feitas através da meticulosa desconstrução da história oficial e consagrada. Perante o pretendido silêncio das fontes, que supostamente inviabilizaria a revisão e reconstituição da história já (mal) feita, adotou os postulados da Nova História respondendo a estas limitações com o alargamento dos conceitos de fonte e com o uso de nova utensilagem para a sua exegese em que incluiu o método genealógico de recomeços contínuos de fenómenos similares aplicado à história cultural por Nietzsche e desenvolvido depois por Michel Foucault.
A uma história que consagra sempre a versão dos vencedores haveria que opor a anti-história, devolvendo a voz aos que a não têm, recuperando as culturas dos povos vencidos, como os oestrymnicos da remota antiguidade do Noroeste peninsular, ou também reconstruindo as mundividências dos vencidos nos combates ideológicos, teológicos ou políticos (os hereges priscilianistas, Pedro Margalho, Diogo de Gouveia, etc.). Entre os grandes derrotados da história oficial privilegiou o espaço cultural celta nas suas pesquisas e nesse âmbito iniciou em Portugal os estudos estrímnicos, que antecederam em mais de uma década as teorias da continuidade paleolítica, realçando um neolítico frutícola distinto do cerealífero do Mediterrâneo Oriental e apontando para que a expansão do megalitismo, a colonização celta e as viagens marítimas dos povos peninsulares à Irlanda se deram de oeste para leste e não ao contrário como se tinha sustentado, sendo também a chegada à Península do vaso campaniforme um fenómeno de retorno e não de primeira importação.
O povo estrímnico era evocado como vítima da invasão dos Ofis pelo poeta Avieno no poema Ora Marítima, onde se consagrou a teoria invasionista: «A Galiza se chamou primeiro Oestrymnis, porque o seu solo e campos eram habitados pelos Oestrymnios (flecheiros)». Porém, para as teses oestrymnicas defendidas por Luís Ribeiro Soares, é duvidoso que houvesse lugar a uma substituição significativa e muito menos a uma expulsão das populações, cenários que aliás as pervivências de longue durée e o exemplo da superficialidade das invasões germânicas do século V igualmente infirmam.
Se Ribeiro Soares recusou o então dominante modelo invasionista de Georges Dumézil, conferiu contudo grande importância às teorias dumezilianas do trifuncionalismo como justaposição de resíduos culturais provenientes de diferentes estratos sociais, míticos e literários, por ele designados como barbarismo vertical, distinto de um barbarismo horizontal em que consistira a suevização da época das Grandes Migrações. Exemplo deste fenómeno é o priscilianismo como ressurgência do celtismo pré-romano - que Martinho viera para Braga combater tal como na Grã-Bretanha o fizera Agostinho de Cantuária.